# Walter E. Lautenbacher
 (juillet 2024).
La mise en forme du texte ne suit pas les recommandations de Wikipédia : il faut le « wikifier ».
Les points d'amélioration suivants sont les cas les plus fréquents. Le détail des points à revoir est peut-être précisé sur la page de discussion.
- Les titres sont pré-formatés par le logiciel. Ils ne sont ni en capitales, ni en gras.
- Le texte ne doit pas être écrit en capitales (les noms de famille non plus), ni en gras, ni en italique, ni en « petit »…
- Le gras n'est utilisé que pour surligner le titre de l'article dans l'introduction, une seule fois.
- L'italique est rarement utilisé : mots en langue étrangère, titres d'œuvres, noms de bateaux, etc.
- Les citations ne sont pas en italique mais en corps de texte normal. Elles sont entourées par des guillemets français : « et ».
- Les listes à puces sont à éviter, des paragraphes rédigés étant largement préférés. Les tableaux sont à réserver à la présentation de données structurées (résultats, etc.).
- Les appels de note de bas de page (petits chiffres en exposant, introduits par l'outil «  Source ») sont à placer entre la fin de phrase et le point final[comme ça].
- Les liens internes (vers d'autres articles de Wikipédia) sont à choisir avec parcimonie. Créez des liens vers des articles approfondissant le sujet. Les termes génériques sans rapport avec le sujet sont à éviter, ainsi que les répétitions de liens vers un même terme.
- Les liens externes sont à placer uniquement dans une section « Liens externes », à la fin de l'article. Ces liens sont à choisir avec parcimonie suivant les règles définies. Si un lien sert de source à l'article, son insertion dans le texte est à faire par les notes de bas de page.
- La présentation des références doit suivre les conventions bibliographiques. Il est recommandé d'utiliser les modèles {{Ouvrage}}, {{Chapitre}}, {{Article}}, {{Lien web}} et/ou {{Bibliographie}}. Le mode d'édition visuel peut mettre en forme automatiquement les références.
- Insérer une infobox (cadre d'informations à droite) n'est pas obligatoire pour parachever la mise en page.

Pour une aide détaillée, merci de consulter Aide:Wikification.
Si vous pensez que ces points ont été résolus, vous pouvez retirer ce bandeau et améliorer la mise en forme d'un autre article.
 (juillet 2024).
Si vous disposez d'ouvrages ou d'articles de référence ou si vous connaissez des sites web de qualité traitant du thème abordé ici, merci de compléter l'article en donnant les références utiles à sa vérifiabilité et en les liant à la section « Notes et références ».
Pour les articles homonymes, voir Lautenbacher.
Walter E. Lautenbacher, né Walter Ernst Hans Werner Lautenbacher le 23 février 1920 à Munich et mort le 10 août 2000 à Leonberg est un photographe de mode figurant parmi les plus influents du XXe siècle en Allemagne. Le 13 janvier 1969, il a fondé avec deux amis et six de ses collègues photographes l'Union des photographes artistiques professionnels (originellement le Bund Freischaffender Foto-Designer, aujourd'hui le Berufsverband Freie Fotografen und Filmgestalter e. V. - BFF). Lautenbacher est considéré comme le véritable fondateur du corps de métier officiel de Foto-Designer (en français : designer photo) en Allemagne et cela à travers l'Europe,.

## Enfance et formation
Walter Lautenbacher naît en 1920 à Munich, en Allemagne. Il est le deuxième enfant de sa mère Marie-Berta Stanze, née Lautenbacher (1882 - 1992), d’une liaison amoureuse avec Georg Heinrich Emmerich (1870 - 1923). Cette relation hors mariage, à l’époque mal vue par la société, a duré du 27 août 1914 jusqu'au décès de ce dernier, le 19 octobre 1923, causé par une infection bactérienne mal soignée. Sa mère Marie-Berta s'est ensuite remariée le 27 décembre 1932, portant le nom de famille de son mari, Wilhelm Wiese.

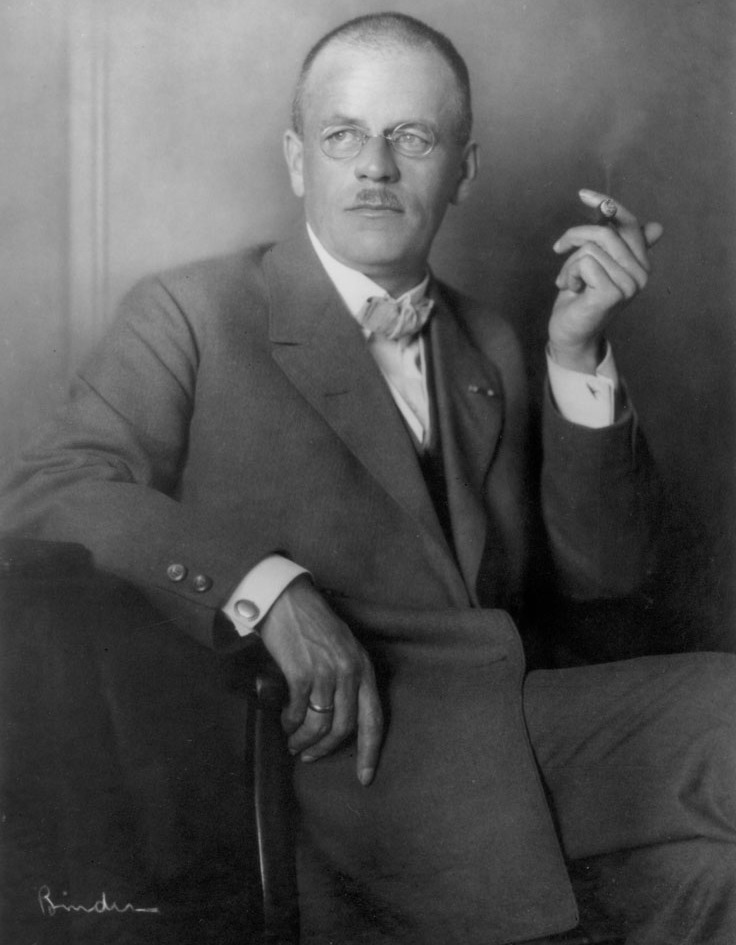
Portrait de Georg Heinrich Emmerich vers 1917.

À partir du 1er avril 1934, Lautenbacher fait sa première formation en tant que marchand de textile chez un détaillant à Munich (Herrenschneider L. H. Van Hees, Brienner Strasse 1). Il s'agissait à l'époque d'un grand magasin de prêt-à-porter pour hommes destinée à la haute société. Walter Lautenbacher quitte le domicile familial le 23 février 1935, à l'âge de 15 ans.
À la fin de sa formation d'apprenti dans le domaine du textile, il accomplit son service militaire à Berlin, en 1938, et rejoint l'armée. Peu après le début de la Seconde guerre mondiale, Lautenbacher est blessé au front. En dépit de la consolation que lui apporte le décernement de la Croix de fer (Eisernes Kreuz), Lautenbacher doit vivre avec les suites de la blessure qu'il a subie. En effet, après la guerre, sa hanche droite est restée rigide, de telle sorte qu'il va boiter jusqu'à la fin de sa vie. Jusqu’à la fin de la guerre, il a été transféré au comptoir de vêtements de l'armée (Kleiderkasse) installé dans les territoires conquis en Europe de l’Est, précisément à Schlackenwert (aujourd’hui Ostrov en République tchèque). Grâce à sa formation de marchand de textile, il s'est occupé de cet organisme militaire qui, durant la guerre, fournissait les vêtements et uniformes pour toute l'armée allemande.
Après la guerre, Walter Lautenbacher est fait prisonnier par les Américains, du 13 mai au 26 juin 1945. À partir du 6 juillet 1945, il est engagé en tant que travailleur agricole par le propriétaire d’un grand domaine près du village de Dorfen, non loin de Munich, où il retrouve sa femme Lore-Marie et son premier fils Klaus. C'est dans ce village que naît ensuite son deuxième fils, Heinz.
Après la réouverture de l'école fondée par son père, il s’installe à partir de 1947 à Munich pour commencer ses études à l'École nationale de la photographie en Bavière (Bayerische Staatslehranstalt für Lichtbildwesen, laquelle deviendra la Staatliche Fachakademie für Fotodesign München) qu'il a poursuivies jusqu'en 1949. Cette école fut fondée en 1900 par son père biologique, Georg Heinrich Emmerich (de), et nommée à l'époque « L'Institution d'enseignement et de la recherche sur la photographie en Bavière » à Munich. Elle s'appelait jusqu'à 2002 l'Académie d'État de la photographie de Munich.
Par ailleurs, Emmerich est devenu le premier professeur titulaire du département de photographie et il a occupé ce poste de 1900 à 1917. À l'époque, partout en Europe, la photographie était davantage considérée comme « l'art de créer une image avec la lumière ». Finalement en 2005, l’École nationale de la photographie en Bavière fut annexée au département des sciences appliquées de l'Université de Munich.

## Activités professionnelles
Après avoir terminé ses études de photographe en 1949, Lautenbacher a trouvé son premier engagement dans un studio de photo près de Stuttgart (Foto Barth, Fellbach), où il a exercé les fonctions de directeur de photographie publicitaire de 1950 à 1954.
En 1954, à l'âge de 34 ans, Lautenbacher s'installe à son compte et ouvre son propre studio de photographie de mode dans la capitale du Land, Stuttgart, mondialement connue pour les automobiles Mercedes et Porsche. Dans les années qui suivirent, il devient l’un des principaux photographes de mode de son époque.

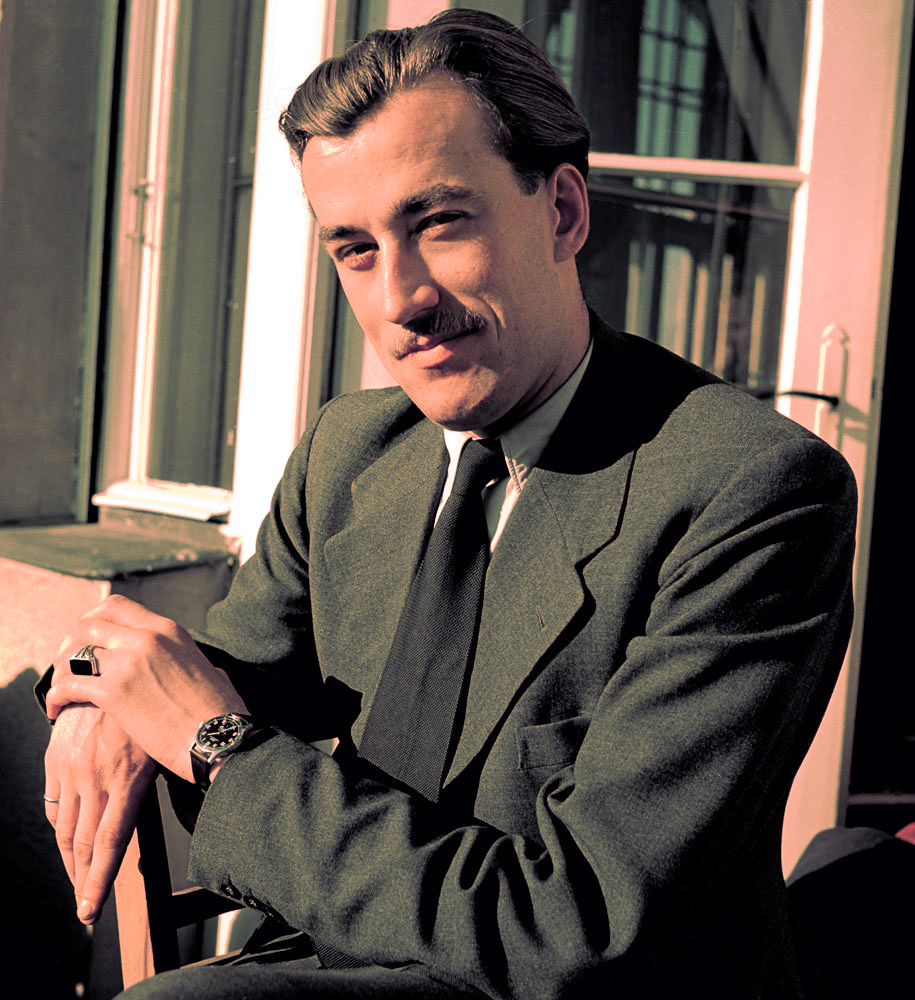
Walter E. Lautenbacher 1954 en tant que jeune photographe peu avant l'ouverture de son propre studio de photographie de mode à Stuttgart.

À partir de 1959, il travaille pour les magazines de mode à Hambourg, notamment pour les plus prestigieux du temps, Constanze et Petra. À la demande de ceux-ci, Lautenbacher photographie la nouvelle mode parisienne, ainsi que plusieurs autres collections de mode d’importance. Plus de 250 reportages photographiques de mode ont été réalisés pour ces magazines allemands de grande envergure.
Pour les importants journaux La Donna et Annabelle en Italie, Lautenbacher a photographié à Milan et à Florence les plus récentes collections de prêt-à-porter. Pour les magazines de mode Freundin, Neue Mode et Für Sie en Allemagne, il a réalisé beaucoup de présentations, ainsi que pour le magazine de prestige „Annabelle“, en Suisse. Il a également travaillé pour des grandes marques de textile en Europe, notamment pour Triumph International (soutiens-gorge), Willy Bogner (vêtements de sport), Ergée (bas de Nylon), Schiesser (sous-vêtements), de même que Egeria (tissu éponge de luxe), Comtesse (sac à main de luxe) et Hanro Swiss (sous-vêtements de haut-de-gamme).
Depuis 1954, plus de 25 assistants de photo ont exercé chez Lautenbacher, dont la plupart sont par la suite devenus des photographes professionnels en Allemagne. Un des derniers de ces assistants était son fils Marc qu'il avait engagé pour les expéditions photo de mode en 1984 et 1987 à l'île de Crète, 1985 et 1988 à Chypre et 1986 à Djerba en Tunisie. Ces années marquent les derniers contrats de Walter E. Lautenbacher dans sa vie professionnelle en tant que designer-photo.
Lautenbacher a également fait la promotion de nombreux mannequins dont il a contribué à la célébrité, parmi lesquelles on compte Rita Jaeger, plus tard fondatrice d'une agence de mannequins, ainsi que des top-modèles des années 60 et 70 en Allemagne telles que Sylvia Dakis, Beate Schulz, Margie Schmitz-Jürgens (femme de l'acteur Curt Jürgens), Mirja Sachs, Astrid Schiller, Gloria ter Braake, Gabrielle von Canal, Britta Bauer, Evelyn Kuhn et bien d’autres encore, que l'on a pu voir sur les pages couvertures des magazines de mode haute gamme et dans diverses autres rédactions de mode.
Dans cette Allemagne, depuis peu devenue la République fédérale d'Allemagne, les mœurs voulaient qu'on garde secret les trucs et astuces en ce qui a trait à l'éclairage et généralement à la réalisation d'une photo réussie. Toutefois, Lautenbacher fut toujours opposé à ce type de comportement fermé répandu dans son métier. En partageant ouvertement son savoir-faire en termes de mise en scène photographique, il souhaite stimuler la compétition. Dès les années 50, il est le premier à montrer à ses collègues son nouveau studio à Stuttgart, où l'on remplaçait les projecteurs d'éclairage chauds et difficiles à manœuvrer, alors d'usage, par des néons.
Lautenbacher fut l'un des premiers maîtres de la photographie à utiliser des papiers de couleur comme fond de studio, papiers qu'il commandait aux États-Unis. Il s’est informé à plusieurs reprises à New York sur les unités de flash, dernier cri pour la photographie en studio et il partageait sans cesse le plaisir de  ses connaissances. En 1963, au Salon international de la photographie Photokina, à Cologne, Lautenbacher présentait en primeur sa méthode de  la „vitre graissée“ (Fettscheibe), dont il maîtrisait l'usage, qui procurait à la photo un effet désiré de flou. Cette méthode de flou artistique, Lautenbacher l'avait inventée sur mesure pour son style individuel artistique de photographie de mode et publicitaire.

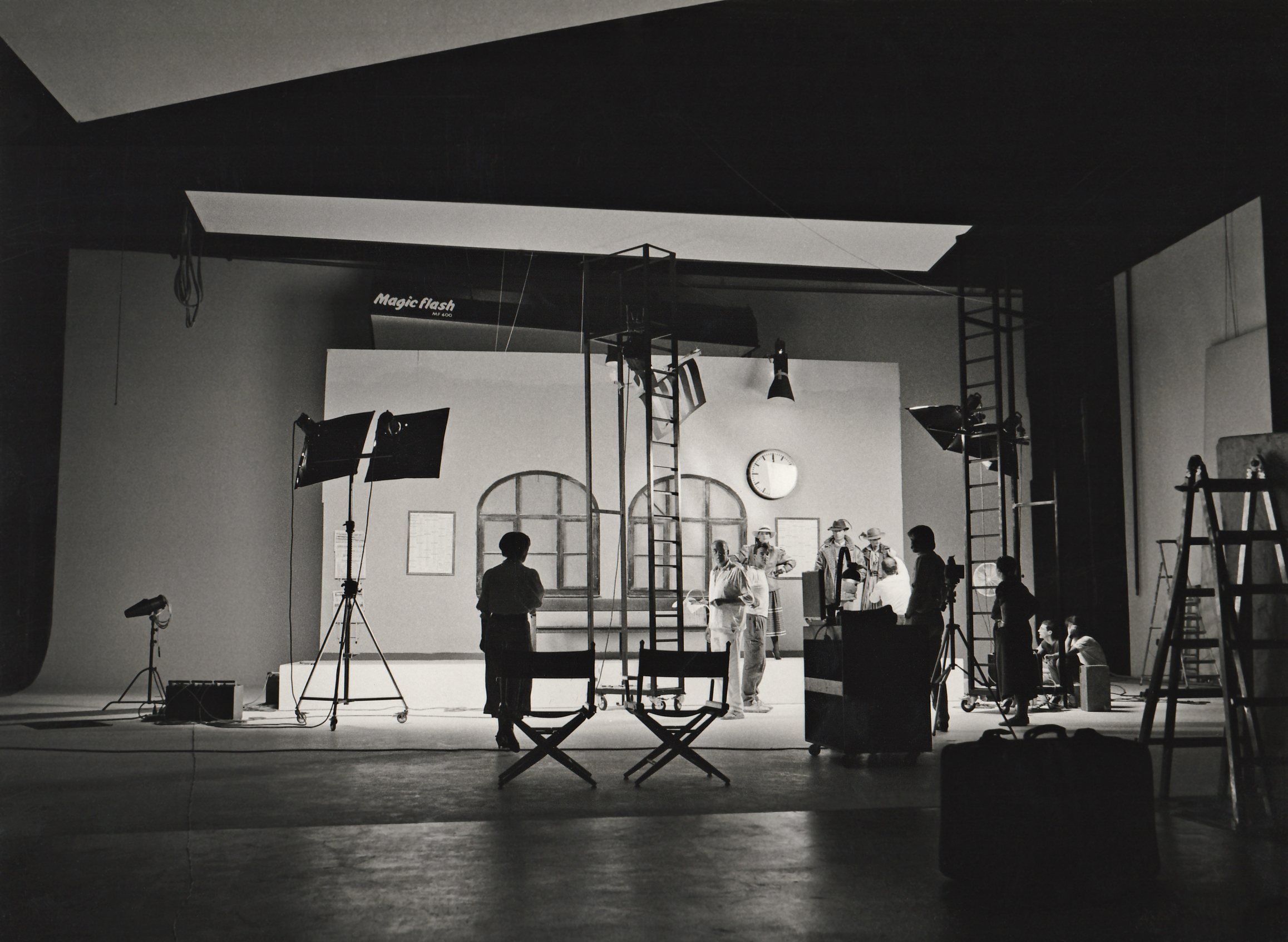
Walter E. Lautenbacher lors d'une séance de photos de mode en 1983 dans les René-Staud-Studios, Leonberg, Allemagne.

## Création d’une nouvelle profession
En 1967, Walter E. Lautenbacher (photographe spécialisé sur la mode) et ses collègues et amis Franz Lazi (photographe spécialisé sur la publicité) et Ludwig Windstosser (photographe spécialisé sur l'industrie lourde) ont organisé la première exposition de son genre, nommée en anglais „Commercial Photography“, dans les prestigieux halles du Wilhelmspalais à Stuttgart. La photo pour la pancarte en grandeur nature de Lautenbacher à droite. Pour la première fois, la photographie de publicité et de mode ainsi au service de l'industrie croissante en Allemagne a été présentée comme une forme d’art contemporain. En d'autres mots : de la photographie professionelle à caractère commercial. Avant ce moment pertinent dans l'histoire de la photographie, seule une démarche photographique sans aucune mission commerciale et strictement produit « pour elle-même » pouvait être qualifiée la photographie artistique.

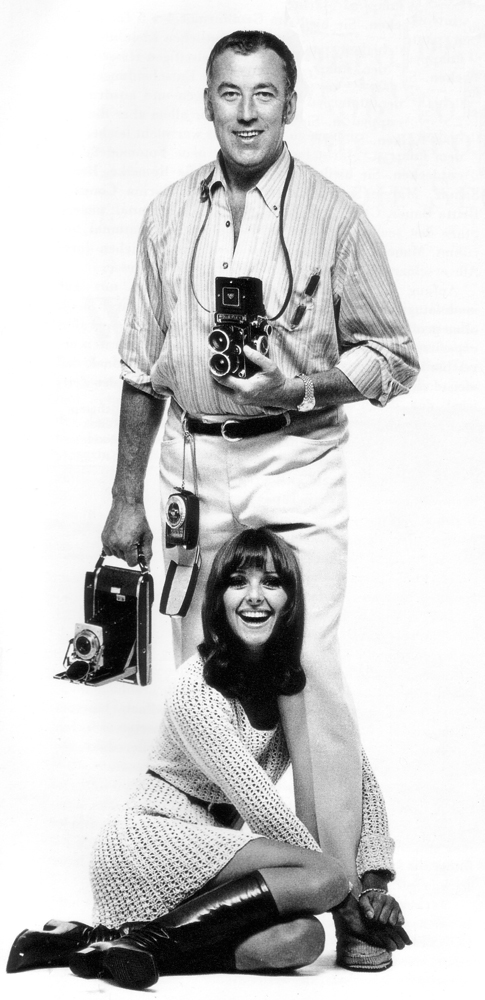
Autoportrait de Walter E. Lautenbacher avec le mannequin Britta Bauer pour l’exposition „Commercial Photography“ à Stuttgart, en 1967.

Inspiré par le succès et l’immense écho de cette exposition, Lautenbacher a décidé de faire une demande à la juridiction fiscale allemande - en France la direction nationale de vérifications des situations fiscales (DNVSF) - afin que les photographes commerciaux soient également reconnus comme des artistes. Il a perdu le procès en première instance, mais il dépose une demande de révision. Finalement, cette juridiction fiscale fédérale (Bundesfinanzhof) a statué à la deuxième instance en faveur de Lautenbacher. À la suite de ce jugement, la loi fiscale prévoit qu'un photographe commercial peut dorénavant exercer son métier d'artiste en tant que travailleur indépendant, plutôt que de devoir être inscrit au registre des artisans et ainsi payer la taxe professionnelle s'y rattachant, pourvu que le caractère artistique inhérent à leur travail soit démontré.
Motivé par ce succès tout à fait explosif du métier de photographe commercial, Lautenbacher décide de créer une association de photographes professionnels pour mieux défendre leurs intérêts à l’avenir. En outre, il aura fallu mettre sur pied une institution capable d'appliquer les critères permettant de statuer sur le caractère artistique du travail d'un photographe, et donc de déclarer celui-ci travailleur autonome ou travailleur indépendant.
Union des photographes artistiques professionnels
Le 18 janvier 1969, avec ses deux amis Lazi et Windstosser, ainsi que six autres collègues, Lautenbacher fonde l'Union des photographes artistiques professionnels en Allemagne (Bund Freischaffender Fotografen - BFF), encore active aujourd'hui avec plus de 400 membres. Cet organisme est une association professionnelle officielle de photographes commerciaux bénéficiant du statut d'artiste au sens propre. L’adhésion exige un jugement favorable de la part d’un jury composé de spécialistes du BFF qui s'assure que les conditions strictes d'adhésion soient rencontrées. L'admission au BFF est donc non seulement importante aux yeux des autorités fiscales de l'Allemagne, mais en plus elle donne au photographe commercial son statut d'artiste.
Afin de consolider le statut d'artiste du photographe commercial, Lautenbacher popularise peu après la fondation du BFF le terme de Foto-Designer (en français : designer photo). Cette désignation a été acceptée par l'industrie dans son ensemble, si bien que le BFF a été rebaptisé Bund Freischaffender Foto-Designer. Aujourd’hui, le Foto-Designer est devenu une profession officielle et le BFF une organisation professionnelle reconnue en Allemagne de même qu'à l'international. À l’initiative de Lautenbacher et à partir de 1970, le BFF a publié chaque année un livre de haute qualité d’environ 300 pages dans lequel tous les membres de l'association sont présentés. Au cours des années, chaque photographe a eu l’occasion de se faire connaître par des exemples de son travail. On peut aujourd'hui retrouver ce livre sous le nom de „Jahrbuch BFF“ en Allemagne.
Walter E. Lautenbacher a été élu président du conseil d’administration de 1969 à 1985 par les membres du BFF. En 1985 à l’âge de 65 ans, il décida de ne pas se représenter à nouveau comme président du conseil d’administration. La même année, il a été nommé président d’honneur et il possède cette nomination jusqu’à aujourd’hui, même après sa mort survenue en 2000.

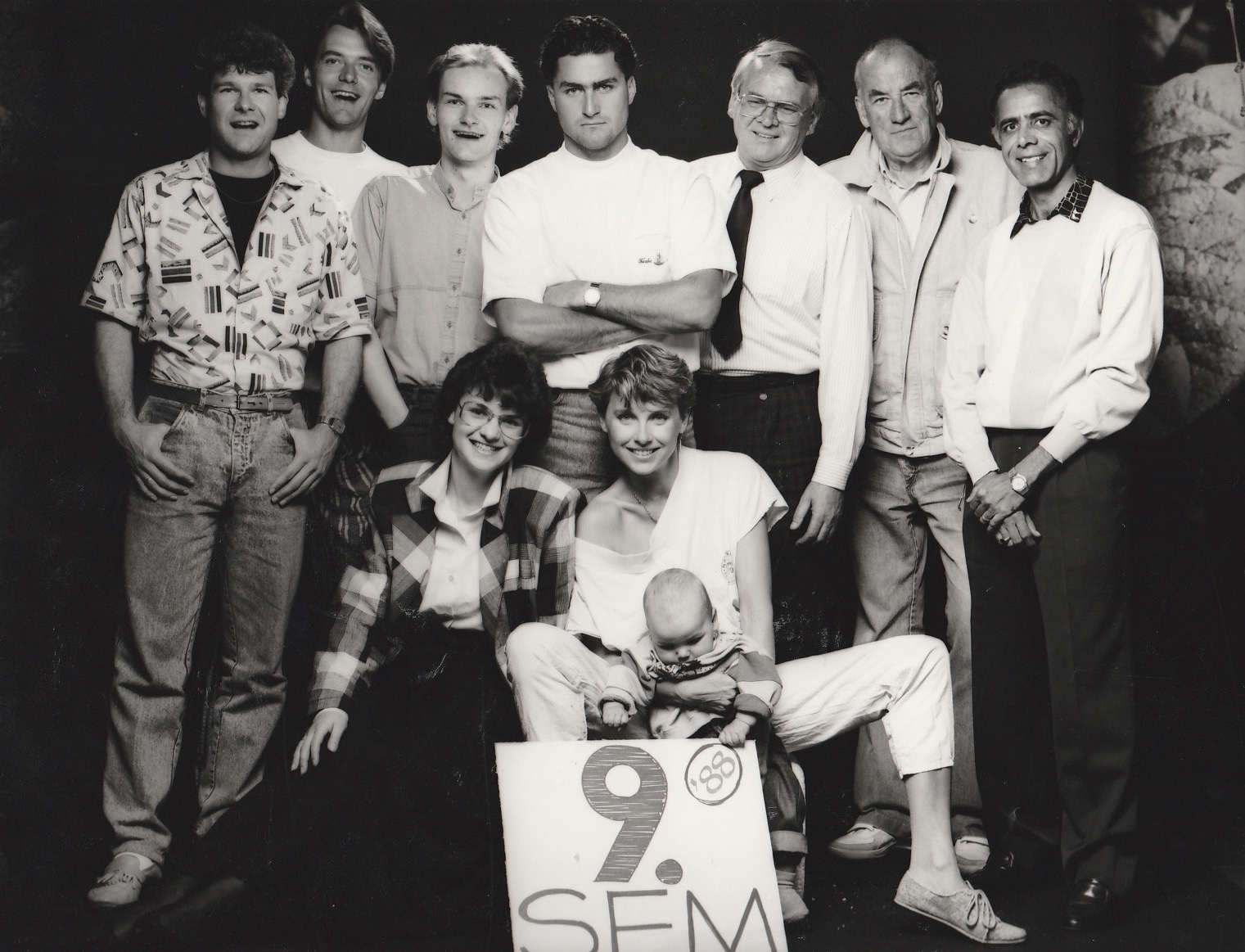
Participants au 9e séminaire de 1988, avec le fils Marc Lautenbacher (2e personne de gauche) et Walter E. Lautenbacher (2e personne de droîte).

## Autres activités
Lautenbacher était membre du conseil d’administration de l’association des designers d’Allemagne (Deutscher Designertag e.V.). Lautenbacher a partagé l’expertise qu’il a acquise auprès des magazines de mode de l’industrie de la publicité et a également appris de celle-ci. De 1981 à 1992, plusieurs de ses étudiants ont bénéficié de ses connaissances approfondies, dans le cadre des cours de photographie de mode qu’il donnait à sa maison studio de Leonberg.
École privée de Walter E. Lautenbacher
À partir de 1981 jusqu'à 1992, Lautenbacher a fondé, dirigé et géré son école privée de photographie de mode (Seminar-Studio für Modefotografie Walter E. Lautenbacher - SFM) à Leonberg dans le Sud de l’Allemagne, près de la ville de Stuttgart. Dans sa maison studio, Lautenbacher enseignait chaque année à ses élèves des cours de photographie sur deux sujets principaux :
A) La photographie de mode en studio: mettant en scène la mode de vêtements, mode de fourrure, mode de costumes de bain, bijoux, accessoires, portrait, maquillage, mode de chaussettes, et mode de lingerie et sous-vêtements. Ce domaine de la photographie était enseigné avec la technique d'éclairage par un flash-light électronique de studio.
B) La photographie de mode en plein-air (on-location): incluant la photographie de mode avec lumière naturelle à l'extérieur des studios, la technique du flou de mouvement, ainsi que la cohésion avec les stylistes et autres assistants de la production photo.
Chaque cours impliquait un maximum de 10 participants durant 10 journées d'apprentissage intensive. La matière couvrait également le côté administratif d’un studio photo ainsi que les démarches nécessaires d'une expédition de photo à l’étranger. En outre, plusieurs d'amis photographes de Walter E. Lautenbacher, des gestionnaires des agences de publicité et des collègues invités d'autres studios de photo étaient invités à faire un exposé sur leurs activités professionnelles, mais toujours en lien avec la photographie de mode.

## Studio photo Lautenbacher
À partir de juillet 1974, le siège privé et studio de photo de Lautenbacher se trouvait à Leonberg, en Allemagne, où il s'est fait construire un bâtiment de 15 pièces de l’architecte Harry G. H. Lie du bureau Bächer-Lie de Stuttgart. La construction s'est étalée de 1972 à 1974. Ce bâtiment sur 3 étages servait d'espace tant professionnel que privé. Au premier étage se trouvaient le laboratoire photo de développement des films, la chambre noire pour des photos sur papiers à la gélatine argentique ainsi qu'une chambre d’hôtes.
Il y avait sur le deuxième étage les 3 chambres privées, deux salles de bain, salle à manger, cuisine avec entrepôt, sauna et piscine. Le troisième étage comprenait les bureaux, un secrétariat, un foyer, deux serres pour orchidées, le trésor pour les caméras, une salle pour les mannequins et, surtout, le studio de photo d’une superficie de 100 mètres carrés. Le tout était entouré d’un balcon et d'une cour avec jardin et fontaine.

## Vie privée

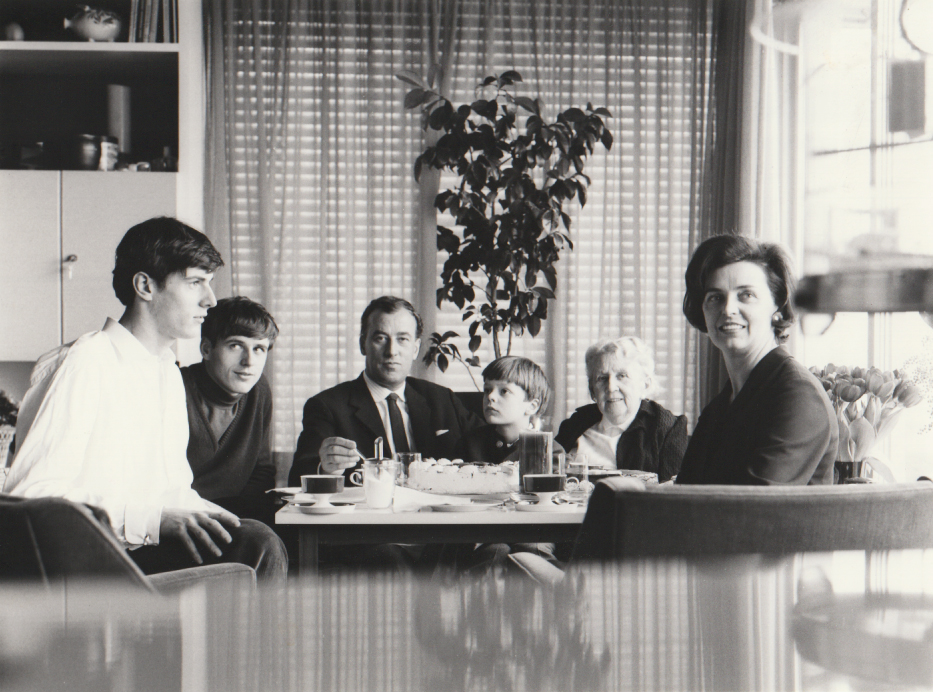
Walter E. Lautenbacher avec sa famille à Leonberg, le 17 février 1965 (de gauche à droite): les fils Klaus et Heinz, Walter E. Lautenbacher, le jeune fils Marc, Bertha-Marie Wiese (mère de Walter) et son épouse Lore Lautenbacher.

Walter E. Lautenbacher s'est marié peu avant la Deuxième Guerre mondiale à l’âge de 23 ans avec Lore-Marie (née Haubs), le 10 juillet 1943 à Munich. Lore a donné trois enfants à son mari : Klaus Georg, né le 14 août 1944 à Schlackenwerth (aujourd’hui Ostrov en République tchèque); Heinz Walter, né le 25 décembre 1947 à Dorfen, en Bavière; et Marc Ernst, né le 30 septembre 1956 à Stuttgart.
À l’âge adulte, les trois garçons ont œuvré chez leur père en tant qu'assistants de photo et chacun a reçu une formation professionnelle dans les différents métiers d'art visuel d'écoles privées. Ils vivent aujourd’hui à Munich (Allemagne), à Londres (Angleterre) et à Québec (Canada).
Lautenbacher obtient son divorce de sa femme Lore-Marie en 1957. Presque 20 ans après, il se remarie en 1975 avec Juliane Biallas-Lautenbacher. Ils ont eu un enfant Tom, né 1976 à Leonberg.
Walter E. Lautenbacher est décédé dans sa maison, le 10 août 2000 à Leonberg, en Allemagne.

## Œuvres
Les archives photographiques de Walter E. Lautenbacher contiennent plus de 7000 œuvres, dont la majorité sont des photos en noir et blanc, réalisées à la demande de ses clients. Quelques-unes sont des œuvres artistiques réalisées librement, sans contrat.
Aujourd’hui, certaines photos sont présentées comme des impressions vintage au Musée d’art et d’histoire de la culture à Dortmund, dans les collections privées de photos de Waning et Schupmann en Allemagne. Les impressions vintage sont généralement les premières que le photographe fait, peu de temps après le développement d’un négatif. Norbert Waning a été directeur général du BFF de 1987 à 2014 à Stuttgart. Dr Michael Schupmann de Bad Hersfeld est associé à plus de 700 œuvres photos, donc une collection remarquable de l’histoire de la photographie allemande.

## Publications
1994 : „Inszenierte Modefotografie 1953 à 1983 und wie sie entstand. Eine Chronologie“ 
Livre en grand format de 146 pages sur la mise en image de la photographie de mode durant les années 1953 à 1983, de Walter E. Lautenbacher. Lauréat du prix du livre photo de la compagnie Kodak en 1994. Format: 29,4 x 24,8 x 1,8 cm  (ISBN 3-89322-677-X)
1997 : „Goldene Jahre“ 
Calendrier perpétuel avec 12 photos de la période de Walter E. Lautenbacher, les „années dorées“. Auto-édition limitée.
2000 : „Mode, Models und ihr Fotograf“ 
Livre de poche de 159 pages en noir et blanc contenant 25 petites histoires professionnels de Lautenbacher lors de certaines de ses expéditions de mode au cours des années 1958 à 1975. Format: 18,8 x 12,2 x 1,2 cm  (ISBN 3-933989-06-X)

## Prix, récompenses et hommages
- 1949 - Première place, concours de l'École nationale de la photographie en Bavière, avec la photo „La mort de la chandelle“
- 1967 - Lauréat du badge doré d’excellence à l’exposition photo des photographes européens de 1967 de l’association allemande pour la photographie à Berlin (aujourd’hui DVF - Deutscher Verband für Fotografie e.V.)
- 1976 - Lauréat du prix „Objectif bronze“, Nikon Photo Contest International 1976 au Japon
- 1985 - Nomination au poste de directeur honoraire de l'Union des photographes artistiques professionnels (Bund Freischaffender Foto-Designer - BFF)
- 1989 - Lauréat de la médaille d’or „George-Eastman“ (Kodak) pour les mérites concernant la photographie
- 1994 - Lauréat du prix du livre photo de la compagnie Kodak à Stuttgart
- 1994 - À l’occasion de son 25e anniversaire en 1994, l’Union des photographes artistiques professionnels (BFF) fut publié un timbre Cendrillon. Sur ce timbre est représentée la tête de Walter Lautenbacher, de Franz Lazi et de Ludwig Windstosser, qui ont formé en 1969 le conseil d’administration fondateur de l'Union des photographes artistiques professionnels (BFF). Les « timbres Cendrillon » sont des étiquettes ou vignettes adhésives qui ressemblent à des timbres postaux, mais qui n’ont pas été émis officiellement par le bureau de poste.
- 1995 - Lauréat du prix en bronze dans la catégorie „Nature morte“ (Still-Life) du concours „Kodak Panther-Contest“
- 2000 - Nomination en tant que fondateur et membre honoraire de l'Union des photographes artistiques professionnels[16], portant depuis 2013 le nom de „BFF - Berufsverband Freie Fotografen und Filmgestalter e.V.

## Expositions individuelles et collectives
1963 - Exposition individuelle à la Photokina (exposition de photographie et de cinéma) du 16 au 24 mars 1963 à Cologne. Première de sa méthode du « Fettscheibe », un flou variable à fabriquer soi-même pour la photographie de mode et de publicité, catalogue d'exposition de la Messe- und Ausstellungs-Gesellschaft, 1963, 180 pages.
1967 - Exposition individuelle « Commercial Photography » avec la participation des photographes Franz Lazi et Ludwig Windstosser au Wilhelmspalais, Stuttgart/Allemagne (depuis le 14 avril 2018 Stadt-Palais - Museum für Stuttgart)
1979 - Exposition d'anniversaire de la Gesellschaft Deutscher Lichtbildner GDL, « Fotografie 1919 - 1979 made in Germany : Die GDL-Fotografen » à Munich/Allemagne avec catalogue d'exposition de Walter Boje, Gesellschaft Deutscher Lichtbildner, Umschau Verlag, Frankfurt am Main, 1979, p. 208 - 211
1994 - Exposition collective « 25 Jahre Bund Freischaffender Foto-Designer BFF » (25e anniversaire de l'Association des designers photographes indépendants), exposition de photos des membres du BFF à la Landesbank, Stuttgart/Allemagne

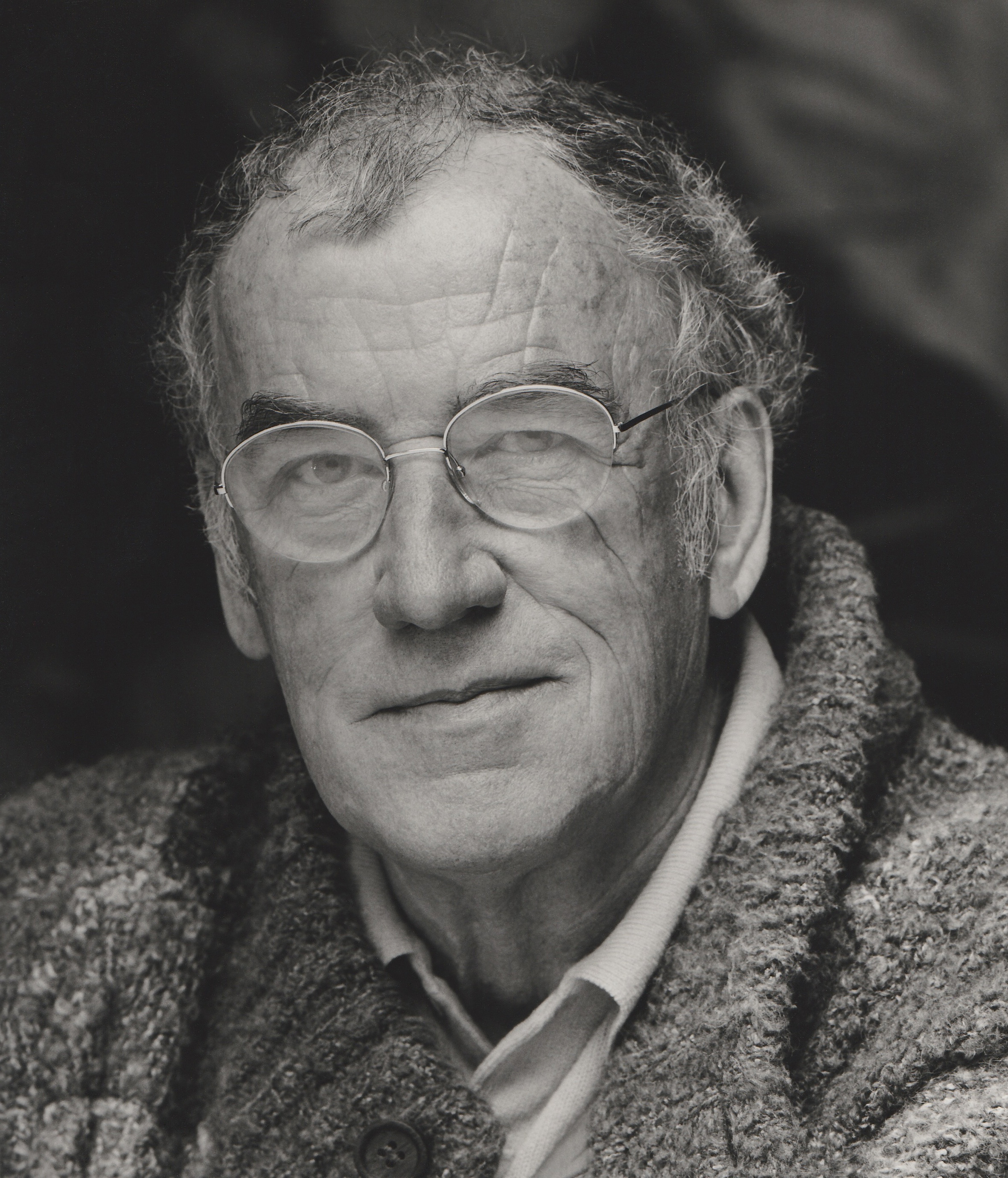
Walter E. Lautenbacher en 1988 dans sa maison studio photo à Leonberg, photographié par son fils Marc Lautenbacher dans une cellule de lumière, spécialement conçu pour les portraits.

1997 - Exposition collective « Schwarzweiß Fotografie in Deutschland nach 1945 » (Photographie noir et blanc en Allemagne après 1945) dans la collection Dr. Michael Schupmann, association du musée de Bad Arolsen/Allemagne
1999 - Exposition collective « Zeit Blicke : 30 Jahre Fotografie in Deutschland ; 30 Jahre BFF, Bund Freischaffender Foto-Designer » (Regards sur le temps : 30 ans de photographie en Allemagne ; 30 ans de BFF, Association des Photo-Designer indépendants) au Musée d'art et d'artisanat, Hambourg/Allemagne
2000 - Exposition collective « Zeit Blicke : 30 Jahre Fotografie in Deutschland ; 30 Jahre BFF, Bund Freischaffender Foto-Designer » (Regards sur le temps : 30 ans de photographie en Allemagne ; 30 ans de BFF, Association des Photo-Designer indépendants) du 15.6. au 3.9.2000 à la Galerie der Stadt Stuttgart/Allemagne, catalogue d'exposition chez Hatje Cantz Verlag GmbH, 1999, 543 pages
2000 - Exposition collective « Lehrjahre - Lichtjahre : Die Münchener Fotoschule von 1900 bis 2000 » (Des années d'apprentissage - des années de lumière : l'école de photographie de Munich de 1900 à 2000), Münchener Stadtmuseum, Munich/Allemagne avec catalogue d'exposition et illustration aux pages 140 et 263.
2000 - Exposition collective « Grosse Ausstellung - Bund Freischaffender Foto-Designer BFF », (Grande exposition - Association des designers photographes indépendants BFF) exposition de photos avec 200 membres du BFF et avec 600 œuvres photographiques au Kunstgebäude, Stuttgart/Allemagne
2001 - Exposition collective « Schwarzweiß Fotografie in Deutschland nach 1945 » (Photographie noir et blanc en Allemagne après 1945) dans la collection Schupmann, Museum für Photographie à Braunschweig/Allemagne
2001 - Exposition collective « Schwarzweiß Fotografie in Deutschland nach 1945 » (Photographie noir et blanc en Allemagne après 1945) dans la collection Schupmann au Kunstverein Rüsselsheim/Allemagne
2002 - Exposition collective « Schwarzweiß Fotografie in Deutschland nach 1945 » (Photographie noir et blanc en Allemagne après 1945) dans la collection Schupmann, Stadtmuseum Münster en Westphalie/Allemagne
2005 - Exposition collective « Walter E. Lautenbacher - Vintage Prints von 1961 bis 1979 » (Walter E. Lautenbacher - Vintage Prints de 1961 à 1979) à la librairie antiquaire Schneider-Henn, Munich/Allemagne
2009 - Exposition collective « BFF-Ehrenmitglieder-Galerie 1969 bis 2009 », exposition de photos à l'occasion du 40e anniversaire de l'Association des designers photographes indépendants (BFF) avec des œuvres de membres d'honneur et de présidents d'honneur du BFF à la Pforzheim Galerie de la ville de Pforzheim/Allemagne, inauguration par la directrice du service culturel, Isabel Greschat, le dimanche 25 octobre 2009.
2013 - Exposition collective « Analog und Schwarzweiß: Fotografie in Westdeutschland 1945 bis 2015 » (Analogue et noir et blanc : la photographie en Allemagne de l'Ouest de 1945 à 2015) dans la collection Schupmann, Stadtmuseum Bad Hersfeld/Allemagne
2018 à 2019 - Exposition collective « Analog und Schwarzweiß: Fotografie in Westdeutschland 1945 bis 2015 » (Analogue et noir et blanc : la photographie en Allemagne de l'Ouest de 1945 à 2015) dans la collection Schupmann, Kunsthalle Erfurt/Allemagne
2019 - Symposium à la Haus der Photographie (Maison pour la photographie), intitulé « 50 Jahre BFF » ainsi que l'exposition « Ikonen » avec des œuvres photographiques de membres renommés, Halle 3B dans le quartier Oberhafen, Hambourg/Allemagne
2020 - Exposition collective « Fotografie in Westdeutschland » (La photographie en Allemagne de l'Ouest) dans la collection Schupmann, Museum im Kulturspeicher Würzburg/Allemagne avec catalogue d'exposition, Michael Imhof Verlag GmbH & Co KG, 2020, Petersberg, 352 pages, illustrations page 190 - 193 ainsi que page 346
2021 - Exposition collective « Ikonen des BFF » (Icônes du BFF) avec des œuvres de membres bien connus et de membres d'honneur de la collection du BFF, Regierungspräsidium am Rondellplatz, Karlsruhe/Allemagne
2021 - Exposition collective « Fotografie in Westdeutschland » (La photographie en Allemagne de l'Ouest) dans la collection Schupmann, Landesmuseum Kunst und Kulturgeschichte, Schloss Oldenburg/Allemagne avec catalogue d'exposition, Michael Imhof Verlag GmbH & Co KG, 2020, Petersberg, 352 pages, illustrations page 190 - 193 ainsi que page 346
2022 - Exposition collective « Fotografie in Westdeutschland » (La photographie en Allemagne de l'Ouest) dans la collection Schupmann, Museumsverein im Schloss Bad Arolsen/Allemagne avec catalogue d'exposition, Michael Imhof Verlag GmbH & Co KG, 2020, Petersberg, 352 pages, illustrations aux pages 190 - 193 et page 346
2023 - Exposition collective « Fotografie in Westdeutschland » (La photographie en Allemagne de l'Ouest) dans la collection Schupmann, Kulturverein Zehntscheuer e. V., Rottenburg am Neckar/Allemagne
2023 - Exposition collective sous forme de projection lumineuse « Fotografie in Westdeutschland » (La photographie en Allemagne de l'Ouest) dans la collection Schupmann, Kulturverein Bad Hersfeld/Allemagne
2023 - Conférence zoom sous forme de projection lumineuse « Fotografie in Westdeutschland » (La photographie en Allemagne de l'Ouest) dans la collection Schupmann, en exclusivité pour les quelque 6.000 membres du DVF - Deutscher Verband für Fotografie, Berlin/Allemagne
2023 - Conférence Zoom comme projection de photos sous forme de projection lumineuse « Fotografie in Westdeutschland » (La photographie en Allemagne de l'Ouest) dans la collection Schupmann, exclusivement pour les membres de la DFA - Académie photographique allemande, Deichtorhallen, Hambourg/Allemagne
2024 - Exposition collective « Fotografie in Westdeutschland nach 1945 » (La photographie en Allemagne de l'Ouest après 1945) dans la collection Schupmann, salle collégiale du musée du Stiftsbezirk, Musée de la ville de Bad Hersfeld/Allemagne

## Sources
- (de) Cet article est partiellement ou en totalité issu de l’article de Wikipédia en allemand intitulé « Walter E. Lautenbacher » (voir la liste des auteurs).